# Elisabeth Breul
Elisabeth Breul (* 25. August 1930 in Gera; † 12. Oktober 2016 in Leipzig) war eine deutsche Opernsängerin (Sopran) und Gesangspädagogin.

## Leben
Elisabeth Breul studierte zunächst an der Musikhochschule in Gera bei Marta-Luise Fink und anschließend an der Hochschule für Musik in Dresden bei Klara Elfriede Intrau. Von 1960 bis 1992 war sie als lyrischer Sopran Mitglied der Oper in Leipzig. Sie wirkte auf der Basis von Gastverträgen auch an der Staatsoper Dresden und an der Komischen Oper Berlin. Internationale Auftritte hatte Breul am Théâtre de la Monnaie Brüssel, an den Opern von Brünn, Łódź, Budapest und Genua. In den Musikzentren Rumäniens, Frankreichs, Spaniens und der UdSSR ist sie als Gast auch in den Konzertsälen aufgetreten.
1970 erhielt Breul den Nationalpreis der DDR und 1972 den Robert-Schumann-Preis der Stadt Zwickau. Ab 1962 wirkte Breul als Musikpädagogin an den Musikhochschulen Dresden und Leipzig. 1977 wurde sie in Dresden und 1982 in Leipzig zur Professorin ernannt. Seit 1992 ist Breul Ehrenmitglied der Oper Leipzig. Auf der Bühne sang Elisabeth Breul vorzugsweise lyrische Partien. Als Konzertsängerin trat sie insbesondere mit einem Bach- und Händel-Repertoire hervor.